# Ephemera danica
Espèce
Statut de conservation UICN

 LC : Préoccupation mineure
Ephemera danica est une espèce d'insectes appartenant à l'ordre des éphéméroptères.

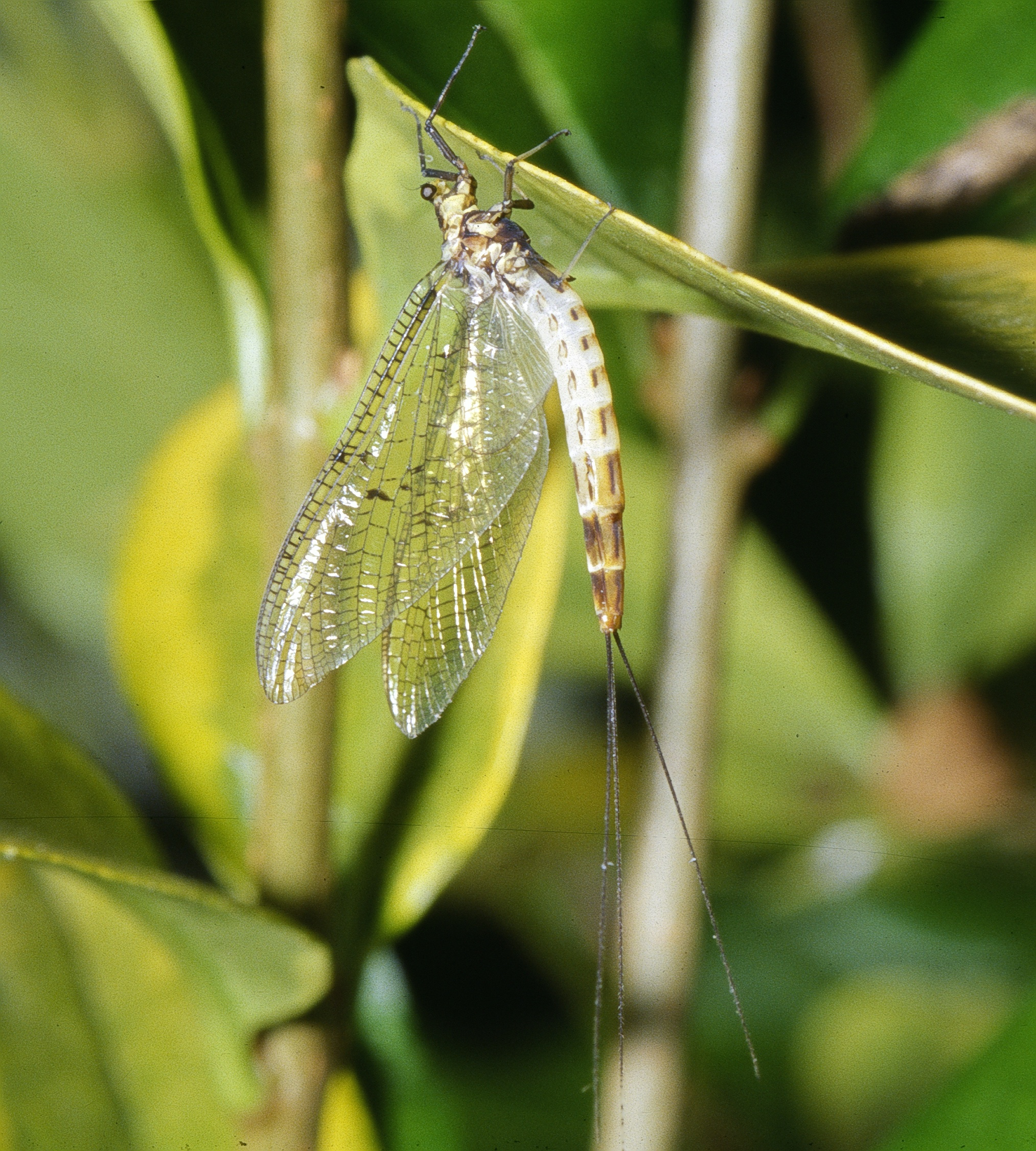
Attitude typiquement arquée du corps des éphémères, en position de repos.

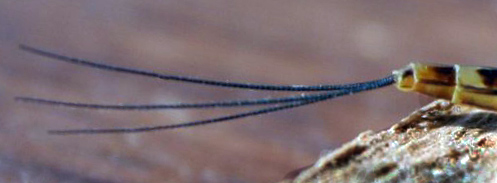
Comme chez tous les éphémères, l'abdomen de E. danica se termine par 3 cerques.

La mouche de mai (Ephemera danica) est un grand éphémère qui émerge des rivières non polluées en mai-juin (d'où son nom français). Sa durée de vie est très brève (quelques jours au maximum) d'où son nom d'éphémère (Ephemera). Elle fait partie du plancton aérien et nourrit notamment les hirondelles et certaines espèces de chauve souris qui chassent au-dessus des cours d'eau, ainsi que de nombreux amphibiens et araignées.

## Caractéristiques physiques
- Larve et nymphe :
  - environ 30 mm pour le corps,
  - jusqu'à 40 mm, avec les cerques
- Imago :
  - Corps : ♂ 15 à 20 mm, ♀ 16 à 25 mm
  - Cerques : ♂ 35 à 40 mm, ♀ 15 à 25 mm
  - Ailes : ♂ 16 à 20 mm, ♀ 15 à 24 mm

Le cycle de vie de la larve dure plusieurs années. Elle effectue 32 mues avant de parvenir à son stade de subimago.

## Habitat
La larve est fouisseuse. Elle vit dans les dépôts de sable et de graviers dans les secteurs lents à moyennement rapide des grands fleuves et rivières.
C'est une des espèces bioindicatrices qu'on peut notamment encore trouver dans les rivières de première catégorie.

## Aire de répartition
En termes d'écopotentialité, cette espèce devrait être trouvée dans presque toute l'Europe, jusqu'à une altitude de 1 000 m environ.
Mais elle est assez sensible à la qualité du milieu, ainsi qu'à la pollution lumineuse. Elle souffre de l'artificialisation des cours d'eau, et de la pollution des sédiments et du colmatage organique du fond des cours d'eau. Elle est pour ces raisons en forte régression depuis le début du XXe siècle.
Sa réapparition en 2025 dans la Seine à Paris récompense les efforts de dépollution du fleuve engagés pour les JO de 2024.

## Éclosion
Essentiellement de mi-mai à mi-juin en éclosions massives (en secteur non pollué), et jusqu'en août par groupes isolés. Les adultes (ou imagos) ont une durée de vie très courte durant laquelle ils ne se nourrissent pas. Ils s'accouplent et les femelles pondent après avoir remonté le cours d'eau sur une certaine distance.

## Utilisation
Ephemera danica est une des espèces dites mouches de mai (mayfly pour les anglophones) utilisées comme appât (ou imitées par un leurre) par les moucheurs.